# Državna cesta D49
D49 je državna cesta u Hrvatskoj. Ukupna duljina iznosi 19 km. Počinje u Pleternici, a završava na čvoru Autoceste A3 u Lužanima.